# 亞特蘭特

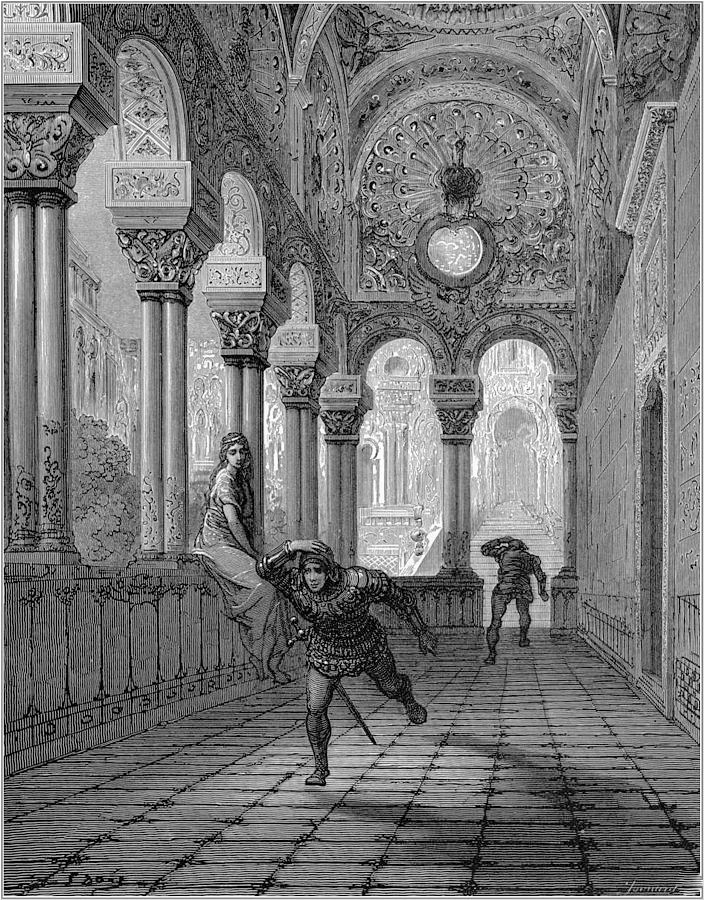
受亞特蘭特的魔法所惑的騎士們，在城堡內追逐著自己愛人的幻影。古斯塔夫·多雷為1877年版《瘋狂的羅蘭》所繪製的插圖。

亞特蘭特（義大利語：Atlante）是義大利浪漫史詩《熱戀的羅蘭》與《瘋狂的羅蘭》中登場的一名老巫師。
在《熱戀的羅蘭》（1483）中，亞特蘭特擔心自己的養子魯傑羅會皈依基督教並幫助查理曼對付撒拉森人，同時也擔心他會如同預言那般遭人背叛而死，為了避開這些災難，他在卡雷尼亞山（Mt. Carena）上建造了一座被玻璃環繞的魔法花園，並讓魯傑羅在花園內成長。卡雷尼亞山所在的山脈，後來被稱呼為阿特拉斯山脈。
在《瘋狂的羅蘭》（1532）中，亞特蘭特騎乘駿鷹、配戴能夠將人擊暈的魔法盾牌，他打倒了魯傑羅，並將他帶回自己的城堡。之後布拉達曼特為了解救自己的愛人，前來城堡挑戰亞特蘭特。由於布拉達曼特身上戴有能讓任何魔法失效的魔法戒指，盾牌的魔法對她無效，亞特蘭特因此敗給了她，布拉達曼特也順利救出了魯傑羅。在後面的故事中，亞特蘭特設下陷阱，施魔咒讓魯傑羅和布拉達曼特看見彼此的幻影，兩人白費力氣地追逐對方的幻影，最後在阿斯托爾福的協助下，魔咒才被破除，魯傑羅和布拉達曼特才得以相聚。
亞特蘭特雖然後來因無法阻止預言、悲傷過度而死，但在魯傑羅和女戰士瑪菲莎打鬥時，已死的他仍顯靈並阻止了兩人的爭鬥。不過魯傑羅最後仍死於他人的背叛，證實了亞特蘭特的預言。